# Tadeus Pfeifer

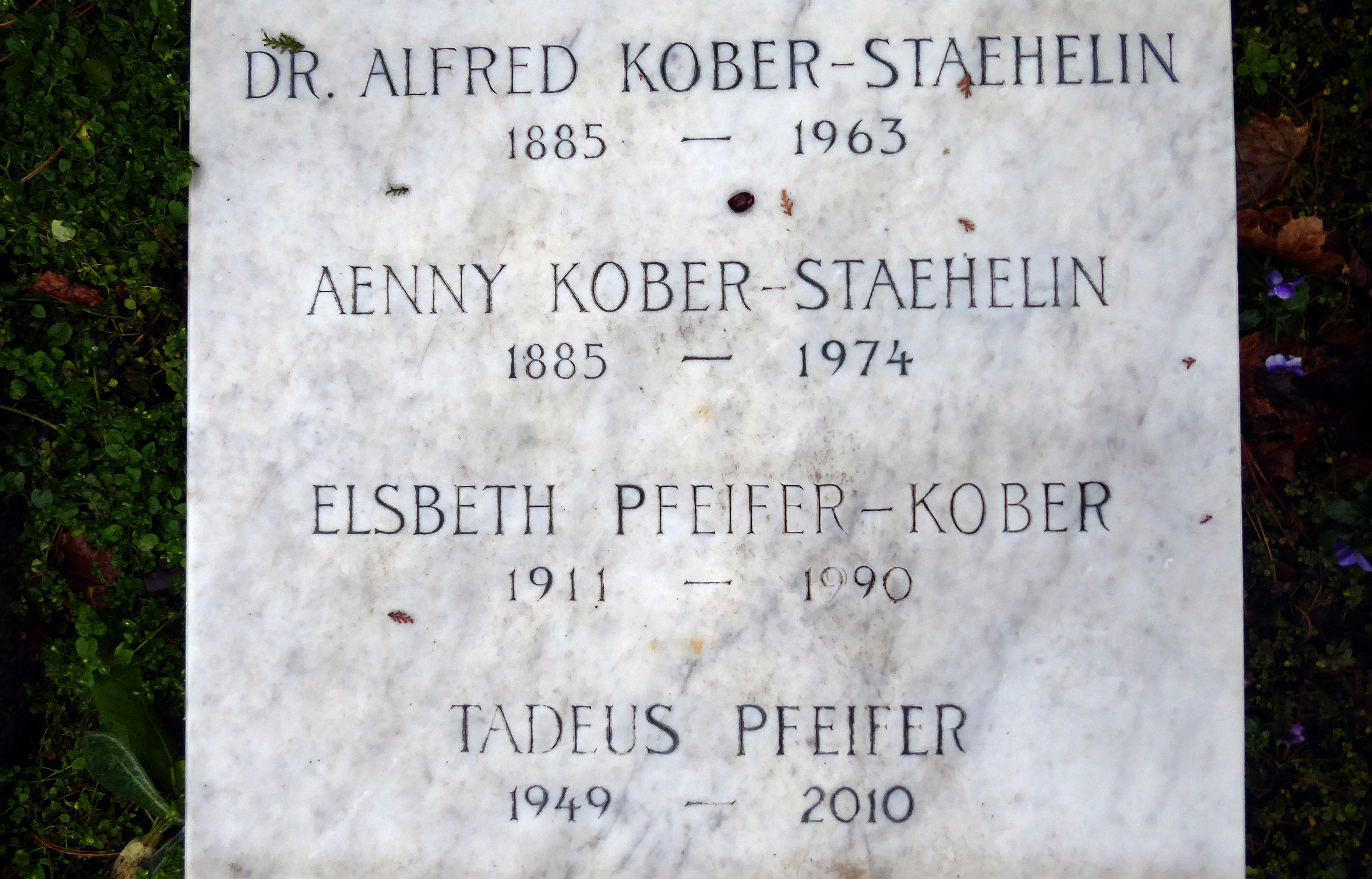
Grab auf dem Friedhof Wolfgottesacker, Basel. (Familiengrab: Stähelin-Clemens-Stockmayer-Kracht-Kober-Pfeifer-Schwabe-Jucker)

Tadeus Pfeifer (* 5. April 1949 in Freiburg im Breisgau; † 11. September 2010 in Basel) war ein Schweizer Schriftsteller.

## Biografie
Pfeifer war ein Sohn des deutschen Kaufmanns und Nachrichtenagenten Heinrich Pfeifer und der Elsbeth Pfeifer, geb. Kober, einer Tochter des Journalisten Alfred Kober. Nach dem frühen Tod seines Vaters siedelte seine Mutter mit ihm und seinem älteren Bruder Michael (* 1947) in die Schweiz über, wo er, obwohl in Deutschland geboren, aufgrund der Schweizer Abstammung seiner Mutter die Schweizer Staatsangehörigkeit erhielt.
Pfeifer wuchs im Haushalt seiner Großeltern in Basel auf. Seit 1965 war er, ohne Ausbildung, in diversen Berufen tätig, unter anderem als Korrektor, Privatlehrer, Lokalberichterstatter, Büroangestellter, Vertreter und Werbetexter. Nebenbei versuchte er sich als freier Schriftsteller und Journalist, als Kunst- und Literaturkritiker sowie als Dozent an der Basler Volkshochschule. In einer Selbstcharakterisierung von 1971 erklärte er: "Ich schreibe als Beruf Geschichten und Gedichte, verehre Hölderlin und Rainer Brambach."
Von 1972 bis 1985 gab Pfeifer gemeinsam mit Frank Geerk die Basler Zeitschrift Poesie – Zeitschrift für Literatur heraus. Als Dramatiker schuf er eine Bühnenfassung von Thomas Manns Roman Buddenbrooks, die in ihrer Erstaufführung von Hans Hollmann 1976 im Foyer des großen Bühne der Basler Theater auf mehreren Bühnen inszeniert wurde; Uraufführung 1976 mit Norbert Schwientek und Klaus Henner Russius in den Hauptrollen.
In den 1980er Jahren legte Pfeifer die beiden Romane Die schönen Seiten des Lebens (1984) und Die sieben Farben des Lichts (1986) vor. Hinzu kamen das Kurzprosawerk Trauer (1974), die Erzählung Das Feuer des Steins (1981) sowie fünf Gedichtbände und zahlreiche Beiträge in Anthologien und Ausstellungskatalogen.
Eine Spezialität Pfeifers waren in lyrischer Form gehaltene Reiseberichte, die aus europäischer Sicht fremde Orte evozieren (so das indische Agra mit dem Taj Mahal oder China) und auf dieser Grundlage zu Reflexionen über alternative Lebens- und Denkformen sowie über Fragen der Wahrnehmung und Wirklichkeitsdarstellung auszuholen. Dementsprechend ist das poetologische Gedicht, in dem die Dichtung sich selbst thematisiert, in seinem lyrischen Werk stark vertreten. Leitend ist hierbei ein ausgeprägtes medientheoretisches Bewusstsein, das sich aus Pfeifers inniger Beziehung zur bildenden Kunst speist. Hiervon zeugen auch zahlreiche Beiträge in Ausstellungskatalogen, zumal der Basler Galerie Carzaniga & Ueker sowie Publikationen, die seine Gedichte mit Werken der bildenden Kunst konfrontieren. Inhaltlich sind häufige Wechsel und konturierte Kontraste zwischen konkretem Geschehen und aus diesem entspringender Reflexion, zwischen Alltäglichem und Phantastischem für Pfeifers Lyrik bestimmend.
In seinen Romanen figuriert Pfeifer als Ich-Erzähler und Protagonist. Stilistisch wechselt er zwischen selbst-ironischer Distanznahme und der körperlich-sinnlichen Vergegenwärtigung innerer Vorgänge, zwischen dem Spiel mit fantastischen Bildern und der Neigung zur aphoristischen Pointe. Inhaltlich erzählt er Abenteuer mit „Rätselfrauen, Ärzten, Saufkumpanen, mit griechischen Inselbewohnern und Städtern aus dem Frankfurter Bahnhofsquartier“. Dabei changieren Glückzustände und Horrorvisionen, Schönheit und Gewalt.
Als Herausgeber besorgte Pfeifer die Bearbeitung einer Anthologie indischer Lyrik (1986).

Für das Schweizer Fernsehen drehte Pfeifer von 1981 bis 1984 zusammen mit Ludy Kessler mehrere Fernseh-Kulturfilme und von 1992 bis 1996 drei Videos mit dem Künstler Enrique Fontanilles.

Pfeifer war Mitglied der Gruppe Olten.

## Werke

### Romane
- Die schönen Seiten des Lebens. von Loeper Literaturverlag, Karlsruhe 1984, ISBN 3-88652-065-X.
- Die sieben Farben des Lichts. von Loeper Literaturverlag, Karlsruhe 1986, ISBN 3-88652-045-5.

### Lyrik
- Trauer. Lyrische Prosa. Pharos-Verlag, Basel 1974.
- Ich ahne was ich weiß. von Loeper Literaturverlag, Karlsruhe 1982, ISBN 3-88652-070-6.
- Das Echo von Bois-Rateau. von Loeper Literaturverlag, Karlsruhe 1992, ISBN 3-86059-109-6. (mit Bildern von Elisabeth Masé)
- Im Gras kreischt freundlich der Affe. von Loeper Literaturverlag, Karlsruhe 1989, ISBN 3-88652-108-7.
- Die Architektur der Liebe. mit 8 Bildern von Enrique Fontanilles. von Loeper Literaturverlag, Karlsruhe 1989, ISBN 3-86059-111-8.
- Im Tanz im Staub. 50 neue und ausgewählte Gedichte. herausgegeben von Dankwart von Loeper. von Loeper Literaturverlag, Karlsruhe 2000, ISBN 3-86059-112-6.

### Lyrische Reiseberichte
- Zick-Zack über Lotosteich. Basel 1999. (mit Lithographien von Samuel Buri)

### Dramatisierungen
- Die Buddenbrooks. 1974 (nach Thomas Mann)

### Als Herausgeber
- Indische Lyrik. von Loeper Literaturverlag, Karlsruhe 1986, ISBN 3-86059-451-6.

### Aufsätze
- Die besseren Menschen Frank Geerks. In: Joseph Bättig, Stefan Leimgruber (Hrsg.): Grenzfall Literatur. Die Sinnfrage in der modernen Literatur der vielsprachigen Schweiz. Paulus Verlag, Freiburg/Schweiz 1993, S. 550–560.